# Макутынович, Болеслав Леонович
Болеслав Леонович Макутынович (лит. Boleslavas Makutinovičius; 24 ноября 1957 года, Швянчёнис, Литовская ССР, СССР — 18 ноября 2015 года) — офицер МВД Литовской ССР (с января 1991 года — МВД СССР). Командир вильнюсского Отряда милиции особого назначения. Активный участник событий в городе Вильнюсе (Литва) в январе и августе 1991 года. Этнический поляк .

## Биография
Этнический поляк. В 1976-1978 гг. проходил срочную воинскую службу в Советской Армии. В 1978 году поступил на службу в органы внутренних дел. В 1988 году вошёл в только что сформированный Вильнюсский ОМОН. 
С августа 1988 по август 1991 года занимал должности заместителя командира по политической части, начальника штаба, командира Отряда милиции особого назначения (ОМОН) МВД Литовской ССР. С января по август 1991 года был в прямом подчинении МВД СССР.   

### Вильнюс 1991
Во время январских событий в Вильнюсе Болеслав Макутынович был командиром отряда ОМОН МВД Литовской ССР города Вильнюс. Будучи верным присяге, выполнял приказы союзного руководства, переведя отряд из подчинения республиканского МВД в подчинение МВД СССР. Совместно с Рижским ОМОНом вильнюсские омоновцы уничтожали незаконные таможни на границах союзных республик — Латвийской и Литовской ССР. После августа 1991 года уехал в РСФСР, в январе 1992 года, после развала СССР, был вынужден покинуть службу в органах МВД.

### Жизнь после 1991 года
До 1998 года числился в розыске в РФ.
На его одиннадцатилетнего сына в Литве было совершено покушение, в результате чего тот получил черепно-мозговую травму и перелом тазобедренного сустава. Сам бывший командир ОМОНа заявил, что это связано с попытками Литвы осудить его за выполнение служебного долга против литовских националистов в январе 1991-го.
В июне 2015 года окружной суд Вильнюса оправдал двух бывших командиров вильнюсского ОМОНа Болеслава Макутыновича и Владимира Разводова, обвинявшихся литовскими властями в «военных преступлениях» и «преступлениях против человечности», совершенных ими в 1991 году. Приговор был обжалован в Литовском апелляционном суде, но дело против Макутыновича было закрыто в связи с его смертью.
Похоронен на кладбище города Видное Московской области.